# Оросу
Оросу (рос. Оросу) — село Верхньовілюйського улусу, Республіки Саха Росії. Входить до складу Оросунського наслегу.
Населення — 682 особи (2015 рік).